# Élections municipales de 2013 dans Pierre-De Saurel
Pour un article plus général, voir Élections municipales de 2013 en Montérégie.
Cet article concerne les élections municipales de 2013 en Montérégie dans la municipalité régionale de comté de Pierre-De Saurel.

## Massueville
| Candidats pour la mairie | Vote            | %               |
| ------------------------ | --------------- | --------------- |
| Denis Marion (Sortant)   | Sans opposition | Sans opposition |

| Candidats conseiller #1       | Vote            | %               |
| ----------------------------- | --------------- | --------------- |
| Stéphane Brouillard (Sortant) | Sans opposition | Sans opposition |

| Candidats conseiller #2    | Vote            | %               |
| -------------------------- | --------------- | --------------- |
| Nicole Guilbert (Sortante) | Sans opposition | Sans opposition |

| Candidats conseiller #3 | Vote            | %               |
| ----------------------- | --------------- | --------------- |
| Gilles Lapierre         | Sans opposition | Sans opposition |

| Candidats conseiller #4   | Vote            | %               |
| ------------------------- | --------------- | --------------- |
| Nathalie Parent (Sortant) | Sans opposition | Sans opposition |

| Candidats conseiller #5 | Vote            | %               |
| ----------------------- | --------------- | --------------- |
| Serge Lambert           | Sans opposition | Sans opposition |

| Candidats conseiller #6 | Vote            | %               |
| ----------------------- | --------------- | --------------- |
| Mathieu Beauchemin      | Sans opposition | Sans opposition |

## Saint-Aimé
| Candidats pour la mairie | Vote            | %               |
| ------------------------ | --------------- | --------------- |
| Maria Libert (Sortante)  | Sans opposition | Sans opposition |

| Candidats conseiller #1 | Vote            | %               |
| ----------------------- | --------------- | --------------- |
| Luc Blanchard (Sortant) | Sans opposition | Sans opposition |

| Candidats conseiller #2 | Vote            | %               |
| ----------------------- | --------------- | --------------- |
| Patrick Godin           | Sans opposition | Sans opposition |

| Candidats conseiller #3    | Vote            | %               |
| -------------------------- | --------------- | --------------- |
| Patrick Boiselle (Sortant) | Sans opposition | Sans opposition |

| Candidats conseiller #4      | Vote            | %               |
| ---------------------------- | --------------- | --------------- |
| Jacques Desrosiers (Sortant) | Sans opposition | Sans opposition |

| Candidats conseiller #5 | Vote            | %               |
| ----------------------- | --------------- | --------------- |
| Julie L'Homme           | Sans opposition | Sans opposition |

| Candidats conseiller #6  | Vote            | %               |
| ------------------------ | --------------- | --------------- |
| Alain Gauthier (Sortant) | Sans opposition | Sans opposition |

## Saint-David
| Candidats pour la mairie | Vote            | %               |
| ------------------------ | --------------- | --------------- |
| Michel Blanchard         | Sans opposition | Sans opposition |

| Candidats conseiller #1              | Vote            | %               |
| ------------------------------------ | --------------- | --------------- |
| Colette Lefebvre-Thibault (Sortante) | Sans opposition | Sans opposition |

| Candidats conseiller #2 | Vote            | %               |
| ----------------------- | --------------- | --------------- |
| Gilles Hébert (Sortant) | Sans opposition | Sans opposition |

| Candidats conseiller #3        | Vote            | %               |
| ------------------------------ | --------------- | --------------- |
| Jean-Marc Beauchesne (Sortant) | Sans opposition | Sans opposition |

| Candidats conseiller #4 | Vote            | %               |
| ----------------------- | --------------- | --------------- |
| Linda Cournoyer         | Sans opposition | Sans opposition |

| Candidats conseiller #5 | Vote            | %               |
| ----------------------- | --------------- | --------------- |
| Robert Emond            | Sans opposition | Sans opposition |

| Candidats conseiller #6 | Vote            | %               |
| ----------------------- | --------------- | --------------- |
| Sylvain Théroux         | Sans opposition | Sans opposition |

## Saint-Gérard-Majella
| Candidats pour la mairie       | Vote | %     |
| ------------------------------ | ---- | ----- |
| Luc Cloutier                   | 94   | 51,81 |
| Charles Lachapelle (Sortant)   | 84   | 47,19 |
| Taux de participation : 79,7 % |      |       |

| Candidats conseiller #1 | Vote            | %               |
| ----------------------- | --------------- | --------------- |
| Éric Tessier (Sortant)  | Sans opposition | Sans opposition |

| Candidats conseiller #2 | Vote            | %               |
| ----------------------- | --------------- | --------------- |
| Georges Forcier         | Sans opposition | Sans opposition |

| Candidats conseiller #3           | Vote            | %               |
| --------------------------------- | --------------- | --------------- |
| Georges-Henri Parenteau (Sortant) | Sans opposition | Sans opposition |

| Candidats conseiller #4  | Vote            | %               |
| ------------------------ | --------------- | --------------- |
| Jacques Mondou (Sortant) | Sans opposition | Sans opposition |

| Candidats conseiller #5 | Vote            | %               |
| ----------------------- | --------------- | --------------- |
| Jean Beaubien (Sortant) | Sans opposition | Sans opposition |

| Candidats conseiller #6 | Vote            | %               |
| ----------------------- | --------------- | --------------- |
| Claude Villiard         | Sans opposition | Sans opposition |

## Saint-Joseph-de-Sorel
| Candidats pour la mairie       | Vote | %     |
| ------------------------------ | ---- | ----- |
| Olivar Gravel (Sortant)        | 658  | 87,97 |
| Eric Pettersen                 | 90   | 12,03 |
| Taux de participation : 57,3 % |      |       |

| Candidats conseiller Quartier #1 (1) | Vote | %     |
| ------------------------------------ | ---- | ----- |
| Jean-Guy (Gus) Cournoyer (Sortant)   | 277  | 70,66 |
| Julie Vachon                         | 115  | 29,36 |

| Candidats conseiller Quartier #1 (2) | Vote | %     |
| ------------------------------------ | ---- | ----- |
| Serge Baron (Sortant)                | 324  | 84,60 |
| Daniel Durocher                      | 59   | 15,40 |

| Candidats conseiller Quartier #2 (3) | Vote | %     |
| ------------------------------------ | ---- | ----- |
| Francine Parenteau (Sortante)        | 98   | 80,33 |
| Izzy Pelletier                       | 24   | 19,67 |

| Candidats conseiller Quartier #2 (4) | Vote | %     |
| ------------------------------------ | ---- | ----- |
| Vincent Deguise                      | 62   | 50,82 |
| Pierre Cournoyer                     | 47   | 38,52 |
| Tiffany Cory                         | 13   | 10,66 |

| Candidats conseiller Quartier #3 (5) | Vote            | %               |
| ------------------------------------ | --------------- | --------------- |
| Jacques Renaud (Sortant)             | Sans opposition | Sans opposition |

| Candidats conseiller Quartier #3 (6) | Vote | %     |
| ------------------------------------ | ---- | ----- |
| Michel Latour                        | 101  | 49,27 |
| Claire Girard                        | 53   | 25,85 |
| Sophie Dufresne                      | 51   | 24,88 |

## Saint-Ours
| Candidats pour la mairie | Vote            | %               |
| ------------------------ | --------------- | --------------- |
| Sylvain Dupuis (Sortant) | Sans opposition | Sans opposition |

| Candidats conseiller #1 | Vote | %     |
| ----------------------- | ---- | ----- |
| Alain Emond             | 294  | 52,59 |
| Riccardo Arcudi         | 160  | 28,62 |
| François Harvey         | 61   | 10,91 |
| Michèle Demeule         | 44   | 7,87  |

| Candidats conseiller #2      | Vote            | %               |
| ---------------------------- | --------------- | --------------- |
| Robert Beaudreault (Sortant) | Sans opposition | Sans opposition |

| Candidats conseiller #3 | Vote            | %               |
| ----------------------- | --------------- | --------------- |
| Robert Vallée (Sortant) | Sans opposition | Sans opposition |

| Candidats conseiller #4   | Vote            | %               |
| ------------------------- | --------------- | --------------- |
| Sophie Poirier (Sortante) | Sans opposition | Sans opposition |

| Candidats conseiller #5 | Vote            | %               |
| ----------------------- | --------------- | --------------- |
| Réjean Dupré (Sortant)  | Sans opposition | Sans opposition |

| Candidats conseiller #6 | Vote            | %               |
| ----------------------- | --------------- | --------------- |
| Lise Couture (Sortante) | Sans opposition | Sans opposition |

## Saint-Robert
| Candidats pour la mairie       | Vote | %     |
| ------------------------------ | ---- | ----- |
| Gilles Salvas (Sortant)        | 440  | 43,69 |
| Germain Forcier                | 415  | 41,21 |
| Liette Parent-Leduc            | 152  | 15,09 |
| Taux de participation : 69,0 % |      |       |

| Candidats conseiller #1    | Vote            | %               |
| -------------------------- | --------------- | --------------- |
| Patricia Salvas (Sortante) | Sans opposition | Sans opposition |

| Candidats conseiller #2    | Vote            | %               |
| -------------------------- | --------------- | --------------- |
| Véronique Salvas (Sortant) | Sans opposition | Sans opposition |

| Candidats conseiller #3  | Vote | %     |
| ------------------------ | ---- | ----- |
| Joël Pelletier (Sortant) | 616  | 64,30 |
| Sylvain Dufault          | 342  | 35,70 |

| Candidats conseiller #4      | Vote            | %               |
| ---------------------------- | --------------- | --------------- |
| Stéphane Cournoyer (Sortant) | Sans opposition | Sans opposition |

| Candidats conseiller #5 | Vote | %     |
| ----------------------- | ---- | ----- |
| Gilles Latour (Sortant) | 560  | 59,57 |
| Gilles Brochu           | 380  | 40,43 |

| Candidats conseiller #6 | Vote            | %               |
| ----------------------- | --------------- | --------------- |
| Myriam Chapdelaine      | Sans opposition | Sans opposition |

## Saint-Roch-de-Richelieu
| Partis                         | Partis         | Candidats pour la mairie | Vote | %     |
| ------------------------------ | -------------- | ------------------------ | ---- | ----- |
|                                | Équipe Pothier | Claude Pothier (Sortant) | 527  | 66,62 |
|                                | Indépendant    | René Courtemanche        | 264  | 33,38 |
| Taux de participation : 45,8 % |                |                          |      |       |

| Partis | Partis         | Candidats conseiller #1   | Vote | %     |
| ------ | -------------- | ------------------------- | ---- | ----- |
|        | Équipe Pothier | Gilbert Laroche (Sortant) | 485  | 62,91 |
|        | Indépendant    | Micheline Courtemanche    | 286  | 37,09 |

| Partis | Partis         | Candidats conseiller #2 | Vote            | %               |
| ------ | -------------- | ----------------------- | --------------- | --------------- |
|        | Équipe Pothier | Patricia Larose         | Sans opposition | Sans opposition |

| Partis | Partis         | Candidats conseiller #3 | Vote            | %               |
| ------ | -------------- | ----------------------- | --------------- | --------------- |
|        | Équipe Pothier | Lucette Berger          | Sans opposition | Sans opposition |

| Partis | Partis         | Candidats conseiller #4 | Vote            | %               |
| ------ | -------------- | ----------------------- | --------------- | --------------- |
|        | Équipe Pothier | Yannick Joyal           | Sans opposition | Sans opposition |

| Partis | Partis         | Candidats conseiller #5 | Vote            | %               |
| ------ | -------------- | ----------------------- | --------------- | --------------- |
|        | Équipe Pothier | Dany Poirier (Sortant)  | Sans opposition | Sans opposition |

| Partis | Partis         | Candidats conseiller #6 | Vote            | %               |
| ------ | -------------- | ----------------------- | --------------- | --------------- |
|        | Équipe Pothier | Richard Paquette        | Sans opposition | Sans opposition |

## Sainte-Anne-de-Sorel
| Candidats pour la mairie       | Vote | %     |
| ------------------------------ | ---- | ----- |
| Michel Péloquin                | 979  | 58,98 |
| Pierre Lacombe (Sortant)       | 681  | 41,02 |
| Taux de participation : 71,7 % |      |       |

| Candidats conseiller #1 | Vote | %     |
| ----------------------- | ---- | ----- |
| Pierre Pontbriand       | 136  | 50,18 |
| Steve Pinard (Sortant)  | 135  | 49,82 |

| Candidats conseiller #2 | Vote | %     |
| ----------------------- | ---- | ----- |
| Marie-France Bergeron   | 152  | 59,84 |
| Guy Lambert (Sortant)   | 102  | 40,16 |

| Candidats conseiller #3     | Vote | %     |
| --------------------------- | ---- | ----- |
| Diane Leduc                 | 156  | 53,79 |
| Myriam Cournoyer (Sortante) | 134  | 46,21 |

| Candidats conseiller #4   | Vote | %     |
| ------------------------- | ---- | ----- |
| Luc Latraverse            | 168  | 56,38 |
| Denis Cournoyer (Sortant) | 130  | 43,62 |

| Candidats conseiller #5    | Vote | %     |
| -------------------------- | ---- | ----- |
| Roger Soulières            | 197  | 67,01 |
| Gilles Vigneault (Sortant) | 97   | 32,99 |

| Candidats conseiller #6 | Vote | %     |
| ----------------------- | ---- | ----- |
| Patrick Lamothe         | 195  | 82,28 |
| Jean-Marie Lafrance     | 42   | 17,72 |

## Sainte-Victoire-de-Sorel
| Candidats pour la mairie       | Vote | %     |
| ------------------------------ | ---- | ----- |
| Jean-François Villiard         | 760  | 64,03 |
| France Désorcy                 | 298  | 25,11 |
| Pierre Ross                    | 129  | 10,87 |
| Taux de participation : 58,7 % |      |       |

| Candidats conseiller #1 | Vote | %     |
| ----------------------- | ---- | ----- |
| Michel Aucoin           | 716  | 61,56 |
| Paul Péloquin (Sortant) | 447  | 38,44 |

| Candidats conseiller #2          | Vote | %     |
| -------------------------------- | ---- | ----- |
| Richard Gouin                    | 695  | 60,54 |
| Marie Linda St-Martin (Sortante) | 453  | 39,46 |

| Candidats conseiller #3      | Vote | %     |
| ---------------------------- | ---- | ----- |
| Pierre-Paul Simard (Sortant) | 657  | 56,69 |
| Michèle Cournoyer-Oakes      | 502  | 43,31 |

| Candidats conseiller #4 | Vote | %     |
| ----------------------- | ---- | ----- |
| Marie Cournoyer         | 642  | 55,83 |
| Hélène Éthier           | 508  | 44,17 |

| Candidats conseiller #5 | Vote | %     |
| ----------------------- | ---- | ----- |
| Michel Roy (Sortant)    | 489  | 42,01 |
| Sylvain Gauthier        | 474  | 40,72 |
| Nicole Leclerc          | 201  | 17,27 |

| Candidats conseiller #6 | Vote | %     |
| ----------------------- | ---- | ----- |
| Marie-Claude Antaya     | 556  | 47,36 |
| Roland Mathieu          | 340  | 28,96 |
| Marie-Noëlle Oakes      | 278  | 23,68 |

## Sorel-Tracy
| Partis                         | Partis                                       | Candidats pour la mairie   | Vote  | %     |
| ------------------------------ | -------------------------------------------- | -------------------------- | ----- | ----- |
|                                | Indépendant                                  | Serge Péloquin             | 8 513 | 50,30 |
|                                | Indépendant                                  | Réjean Dauplaise (Sortant) | 2 012 | 11,89 |
|                                | Parti d'aujourd'hui - Équipe Corina Bastiani | Corina Bastiani            | 1 825 | 10,78 |
|                                | Indépendant                                  | Gilles Lemieux             | 1 698 | 10,03 |
|                                | Indépendant                                  | Jean Tremblay              | 1 649 | 9,74  |
|                                | Indépendant                                  | Michèle Lacombe Gauthier   | 730   | 4,31  |
|                                | Indépendant                                  | André Mandeville           | 497   | 2,94  |
| Taux de participation : 59,1 % |                                              |                            |       |       |

| Partis | Partis                                       | Candidats district Bourgchemin (1) | Vote  | %     |
| ------ | -------------------------------------------- | ---------------------------------- | ----- | ----- |
|        | Indépendante                                 | Sophie Chevalier (Sortante)        | 1 292 | 60,32 |
|        | Parti d'aujourd'hui - Équipe Corina Bastiani | Yves Allard                        | 500   | 23,34 |
|        | Indépendant                                  | Fernand Gignac                     | 350   | 16,34 |

| Partis | Partis                                       | Candidats district Richelieu (2) | Vote | %     |
| ------ | -------------------------------------------- | -------------------------------- | ---- | ----- |
|        | Indépendant                                  | André Potvin (Sortant)           | 587  | 26,17 |
|        | Indépendant                                  | Sylvie Labelle                   | 570  | 25,41 |
|        | Parti d'aujourd'hui - Équipe Corina Bastiani | Julie Lefebvre                   | 384  | 17,12 |
|        | Indépendant                                  | Mario Boisvert                   | 354  | 15,78 |
|        | Indépendante                                 | Denise Cartier-Gagnon            | 217  | 9,67  |
|        | Indépendant                                  | Patrick Gauthier                 | 131  | 5,84  |

| Partis | Partis                                       | Candidats district St-Laurent (3) | Vote | %     |
| ------ | -------------------------------------------- | --------------------------------- | ---- | ----- |
|        | Indépendant                                  | Yvon Bibeau (Sortant)             | 904  | 55,94 |
|        | Parti d'aujourd'hui - Équipe Corina Bastiani | Martin Lajeunesse                 | 378  | 23,39 |
|        | Indépendant                                  | James Morgan                      | 334  | 20,67 |

| Partis | Partis                                       | Candidats district Vieux-Sorel (4) | Vote  | %     |
| ------ | -------------------------------------------- | ---------------------------------- | ----- | ----- |
|        | Indépendant                                  | Jocelyn Mondou                     | 1 322 | 74,14 |
|        | Parti d'aujourd'hui - Équipe Corina Bastiani | Stéphane Tellier                   | 346   | 19,41 |
|        | Indépendante                                 | Raymonde Roux                      | 115   | 6,45  |

| Partis | Partis                                       | Candidats district Du Faubourg (5) | Vote  | %     |
| ------ | -------------------------------------------- | ---------------------------------- | ----- | ----- |
|        | Indépendant                                  | Alain Maher (Sortant)              | 1 165 | 63,35 |
|        | Parti d'aujourd'hui - Équipe Corina Bastiani | Anne-Marie Grondin                 | 674   | 36,65 |

| Partis | Partis                                       | Candidats district Des Gouverneurs (6) | Vote | %     |
| ------ | -------------------------------------------- | -------------------------------------- | ---- | ----- |
|        | Indépendant                                  | Benoît Guévremont                      | 672  | 32,18 |
|        | Indépendant                                  | Philippe Manning                       | 497  | 23,80 |
|        | Indépendant                                  | Jean Ouellette                         | 381  | 18,25 |
|        | Parti d'aujourd'hui - Équipe Corina Bastiani | Alexandre Gauthier                     | 329  | 15,76 |
|        | Indépendante                                 | Jennifer Brochu                        | 209  | 10,01 |

| Partis | Partis                                       | Candidats district Pierre-De Saurel (8) | Vote | %     |
| ------ | -------------------------------------------- | --------------------------------------- | ---- | ----- |
|        | Parti d'aujourd'hui - Équipe Corina Bastiani | Patrick Péloquin                        | 770  | 31,74 |
|        | Indépendante                                 | Carole Barabé                           | 700  | 28,85 |
|        | Indépendante                                 | Lyne Guertin                            | 511  | 21,06 |
|        | Indépendant                                  | Michel Côté                             | 445  | 18,34 |

| Partis | Partis                                       | Candidats district Pierre-De Saurel (8) | Vote  | %     |
| ------ | -------------------------------------------- | --------------------------------------- | ----- | ----- |
|        | Indépendante                                 | Dominique Ouellet (Sortante)            | 1 213 | 50,29 |
|        | Parti d'aujourd'hui - Équipe Corina Bastiani | Clément Goulet                          | 463   | 19,20 |
|        | Indépendante                                 | Jean Parenteau                          | 456   | 18,91 |
|        | Indépendant                                  | Frédéric Bergeron                       | 280   | 11,61 |

## Yamaska
| Candidats pour la mairie | Vote            | %               |
| ------------------------ | --------------- | --------------- |
| Louis R. Joyal (Sortant) | Sans opposition | Sans opposition |

| Candidats conseiller #1    | Vote            | %               |
| -------------------------- | --------------- | --------------- |
| Danielle Proulx (Sortante) | Sans opposition | Sans opposition |

| Candidats conseiller #2 | Vote            | %               |
| ----------------------- | --------------- | --------------- |
| Yvan Robidoux           | Sans opposition | Sans opposition |

| Candidats conseiller #3         | Vote            | %               |
| ------------------------------- | --------------- | --------------- |
| Diane De Tonnancourt (Sortante) | Sans opposition | Sans opposition |

| Candidats conseiller #4      | Vote            | %               |
| ---------------------------- | --------------- | --------------- |
| Léo-Paul Desmarais (Sortant) | Sans opposition | Sans opposition |

| Candidats conseiller #5   | Vote            | %               |
| ------------------------- | --------------- | --------------- |
| Johanne Lépine (Sortante) | Sans opposition | Sans opposition |

| Candidats conseiller #6 | Vote            | %               |
| ----------------------- | --------------- | --------------- |
| Alain Crevier (Sortant) | Sans opposition | Sans opposition |